# Racécourt
Racécourt ([ʁaseˈkuʁ] ) ist eine französische Gemeinde mit 146 Einwohnern (Stand: 1. Januar 2022) im Département Vosges in der Region Grand Est (bis 2015 Lothringen). Sie gehört zum Arrondissement Neufchâteau (bis 2024 Épinal) und ist Mitglied im Gemeindeverband Communauté de communes de Mirecourt Dompaire. Die Bewohner werden Racécurtiens und Racécurtiennes genannt.

## Geografie

Lage der Gemeinde Racécourt im Département Vosges

Die Gemeinde Racécourt liegt etwa 22 Kilometer nordwestlich von Épinal, am rechten Ufer des Madon-Nebenflusses Gitte. Das Gittetal ist an der Mündung des Nebenflüsschens Robert südlich von Racécourt fast einen Kilometer breit. Nach Norden steigt das Terrain um 60 Höhenmeter an. Nachbargemeinden von Racécourt sind Ahéville im Norden, Bazegney im Osten, Bouzemont im Südosten, Dompaire im Süden sowie Velotte-et-Tatignécourt im Westen.

## Geschichte
Der Ortsname tauchte erstmals 1365 in einer Urkunde als Raceycourt auf, als der Ort noch zu Velotte-et-Tatignécourt gehörte. Die Pfarrei von Racécourt war anfangs eine Filiale von Jorxey in der Diözese Toul. Das Kapitel Remiremont erhielt zwei Drittel des Zehnten, einen Teil bekam auch das Kloster in Chaumousey. Weltlich war Racécourt von der Vogtei in Darney abhängig.
Die Dorfkirche St. Laurentius wurde 1856 errichtet. Das Rathaus- und (Knaben-)Schulgebäude stammt aus dem Jahr 1835. Die Mädchenschule wurde 1869 gebaut.

### Bevölkerungsentwicklung
| Jahr      | 1962 | 1968 | 1975 | 1982 | 1990 | 1999 | 2010 | 2021 |
| --------- | ---- | ---- | ---- | ---- | ---- | ---- | ---- | ---- |
| Einwohner | 151  | 148  | 135  | 120  | 156  | 151  | 145  | 150  |

Im Jahr 1846 wurde mit 305 Bewohnern die bisher höchste Einwohnerzahl ermittelt. Die Zahlen basieren auf den Daten von cassini.ehess und INSEE.

## Sehenswürdigkeiten
- Kirche St. Laurentius aus dem 19. Jahrhundert mit Statuen der Heiligen Jungfrau, des Heiligen Mauritius und des Heiligen Karl Borromäus; mit einer Glocke stammt aus dem Jahr 1772

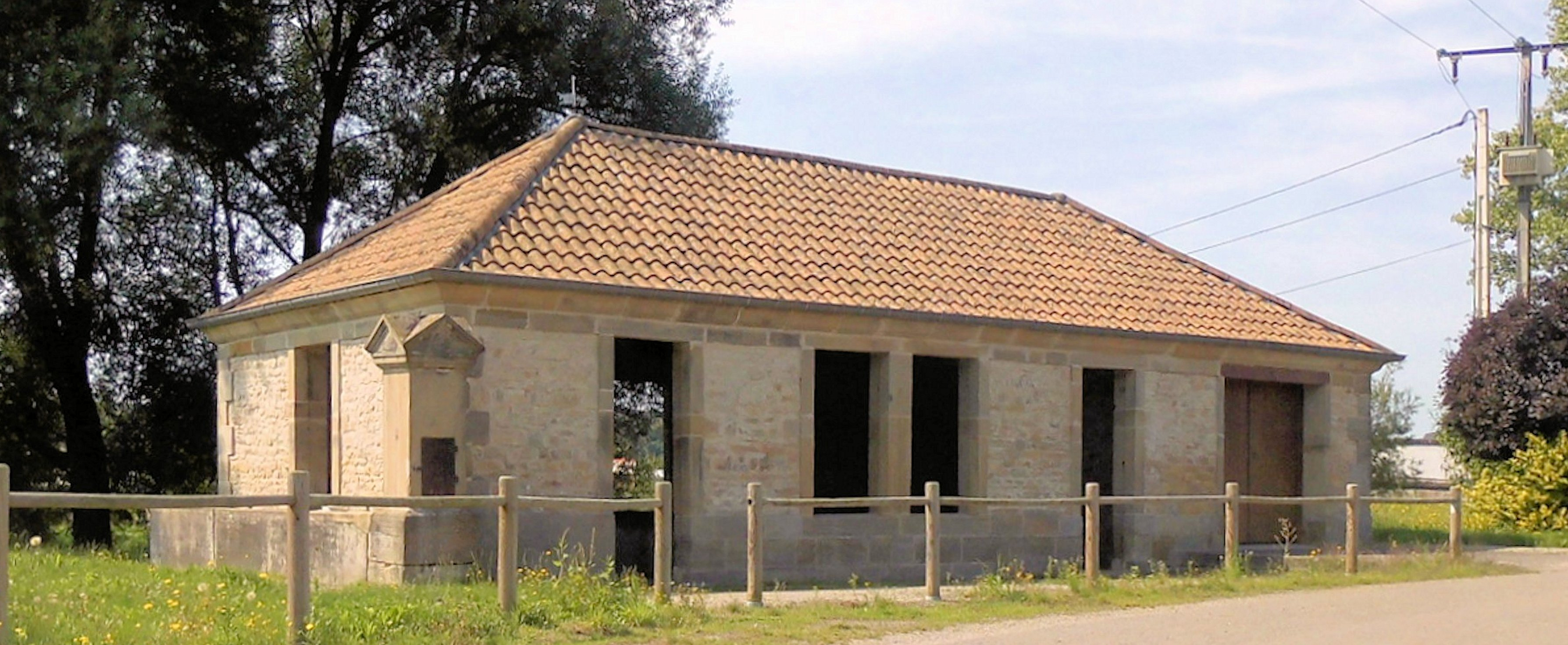
Lavoir

- Lavoir

|  |  |

## Wirtschaft und Infrastruktur
In der Gemeinde sind drei Landwirtschaftsbetriebe ansässig (Milchwirtschaft, Rinderzucht).
Durch Racécourt führt die Fernstraße D 266 von Dompaire nach Mirecourt, etwas weiter südwestlich die parallel verlaufende teilweise zweistreifig ausgebaute D 166 von Épinal über Mirecourt nach Neufchâteau. In der nahen Gemeinde Hymont besteht Anschluss an die Bahnlinie von Nancy über Mirecourt und Vittel nach Merrey, die von TER Grand Est betrieben wird.

## Belege
1. ↑  Racécourt (Memento des Originals vom 4. März 2016 im Internet Archive; PDF)  Info: Der Archivlink wurde automatisch eingesetzt und noch nicht geprüft. Bitte prüfe Original- und Archivlink gemäß Anleitung und entferne dann diesen Hinweis. vosges-archives.com (französisch);abgerufen am 16. September 2015, seit 2016 nicht mehr abrufbar
2. ↑  Racécourt auf cassini.ehess
3. ↑  Racécourt auf insee.fr
4. ↑  Landwirtschaftsbetriebe auf annuaire-mairie.fr (französisch)